# Europese PGA Tour 1986
De Europese PGA Tour 1986 was het vijftiende seizoen van de Europese PGA Tour en bestond uit 27 toernooien.
Dit seizoen stond er twee nieuwe toernooien op de kalender: de Epson Grand Prix of Europe en het PLM Open. Het Schots Open verscheen terug op de kalender, maar het Tunesisch Open, het Glasgow Open en het GSI L'Equipe Open verdwenen van de kalender.

## Kalender
| Data  | Data  | Toernooi                                          | Baan                             | Land                     | Winnaar                          | Score | Score | Info           |
| ----- | ----- | ------------------------------------------------- | -------------------------------- | ------------------------ | -------------------------------- | ----- | ----- | -------------- |
| 17-04 | 20-04 | Suze Open                                         | Golf de Cannes Mougins           | Frankrijk                | John Bland                       | 276   | -12   |                |
| 24-04 | 27-04 | Madrid Open                                       | Real Club de la Puerta de Hierro | Spanje                   | Howard Clark                     | 274   | -14   |                |
| 01-05 | 04-05 | Italian Open                                      | Golf Club Albarella              | Italië                   | David Feherty                    | 270   | -10   |                |
| 09-05 | 11-05 | Epson Grand Prix of Europe (matchplay)            | St. Pierre G&CC                  | Engeland                 | Ove Sellberg                     |       |       | Nieuw toernooi |
| 15-05 | 18-05 | Peugeot Spanish Open                              | La Moraleja Golf                 | Spanje                   | Howard Clark                     | 272   | -16   |                |
| 23-05 | 26-05 | Whyte & Mackay PGA Championship                   | The Wentworth Club               | Engeland                 | Rodger Davis                     | 281   | -7    |                |
| 29-05 | 01-06 | London Standard Four Stars National Pro-Celebrity | Moor Park Golf Club              | Engeland                 | Antonio Garrido                  | 275   | -13   |                |
| 05-06 | 08-06 | Dunhill British Masters                           | Woburn Golf Club                 | Engeland                 | Seve Ballesteros                 | 275   | -13   |                |
| 12-06 | 15-06 | Jersey Open                                       | La Moye Golf Club                | Jersey                   | John Morgan                      | 275   | -13   |                |
| 19-06 | 22-06 | Carroll's Irish Open                              | The Royal Dublin Golf Club       | Ierland                  | Seve Ballesteros                 | 285   | -3    |                |
| 25-06 | 28-06 | Monte Carlo Open                                  | Golf de Monte-Carlo              | Monaco                   | Seve Ballesteros                 | 265   | -11   |                |
| 03-07 | 07-07 | Peugeot Open de France                            | Racing Club de France            | Frankrijk                | Seve Ballesteros                 | 269   | -19   |                |
| 09-07 | 12-07 | Car Care Plan International                       | Moortown Golf Club               | Engeland                 | Mark Mouland                     | 272   | -4    |                |
| 17-07 | 20-07 | The Open Championship                             | Turnberry Golf Club              | Schotland                | Greg Norman                      | 282   | par   |                |
| 24-07 | 27-07 | KLM Dutch Open                                    | Noordwijkse Golfclub             | Nederland                | Seve Ballesteros                 | 271   | -17   |                |
| 31-08 | 03-09 | Scandinavian Enterprise Open                      | Ullna Golf Club                  | Zweden                   | Greg Turner                      | 270   | -18   |                |
| 07-08 | 10-08 | PLM Open                                          | Falsterbo Golfklubb              | Zweden                   | Peter Senior                     | 273   | -11   | Nieuw toernooi |
| 14-08 | 17-08 | Benson and Hedges International Open              | Fulford Golf Club                | Engeland                 | Mark James                       | 274   | -14   |                |
| 22-08 | 24-08 | Bell's Scottish Open                              | Haggs Castle Golf Club           | Schotland                | David Feherty                    | 270   | -14   |                |
| 28-08 | 31-08 | German Open                                       | Golf Club Hubbelrath             | Bondsrepubliek Duitsland | Bernhard Langer                  | 273   | -15   |                |
| 04-09 | 07-09 | Swiss Open                                        | Golf Club Crans-sur-Sierre       | Zwitserland              | José María Olazábal              | 262   | -26   |                |
| 11-09 | 14-09 | Panasonic European Open                           | Sunningdale Golf Club            | Engeland                 | Greg Norman                      | 269   | -11   |                |
| 18-09 | 21-09 | Lawrence Batley International T.P.C.              | The Belfry Golf Club             | Engeland                 | Ian Woosnam                      | 277   | -11   |                |
| 02-10 | 10-10 | Suntory World Match Play                          | The Wentworth Club               | Engeland                 | Greg Norman                      | -     | -     |                |
| 09-10 | 12-10 | Sanyo Open                                        | Real Club de Golf El Prat        | Spanje                   | José María Olazábal              | 273   | -15   |                |
| 16-10 | 19-10 | Trophée Lancôme                                   | Saint-Nom-la-Bretèche Golf Club  | Frankrijk                | Seve Ballesteros Bernhard Langer | 274   | -14   | tie            |
| 23-10 | 26-10 | Portuguese Open                                   | Quinta do Lago North             | Portugal                 | Mark McNulty                     | 270   | -18   |                |

## Order of Merit
De Order of Merit wordt gebaseerd op basis van het verdiende geld.
| Rang | Speler              | Land          | Prijzengeld (£) |
| ---- | ------------------- | ------------- | --------------- |
| 1    | Seve Ballesteros    | Spanje        | 242.209         |
| 2    | José María Olazábal | Spanje        | 136.775         |
| 3    | Howard Clark        | Engeland      | 121.903         |
| 4    | Ian Woosnam         | Wales         | 111.799         |
| 5    | Gordon J. Brand     | Engeland      | 106.314         |
| 6    | Mark McNulty        | Zimbabwe      | 101.327         |
| 7    | Rodger Davis        | Australië     | 95.429          |
| 8    | Anders Forsbrand    | Zweden        | 84.706          |
| 9    | Ronan Rafferty      | Noord-Ierland | 80.336          |
| 10   | Gordon Brand Jr.    | Schotland     | 78.639          |